# Zorocrates nochix
Zorocrates nochix är en spindelart som beskrevs av Norman I. Platnick och Darrell Ubick 2007. Zorocrates nochix ingår i släktet Zorocrates och familjen Zorocratidae. Inga underarter finns listade i Catalogue of Life.